# SNR 0509-67.5

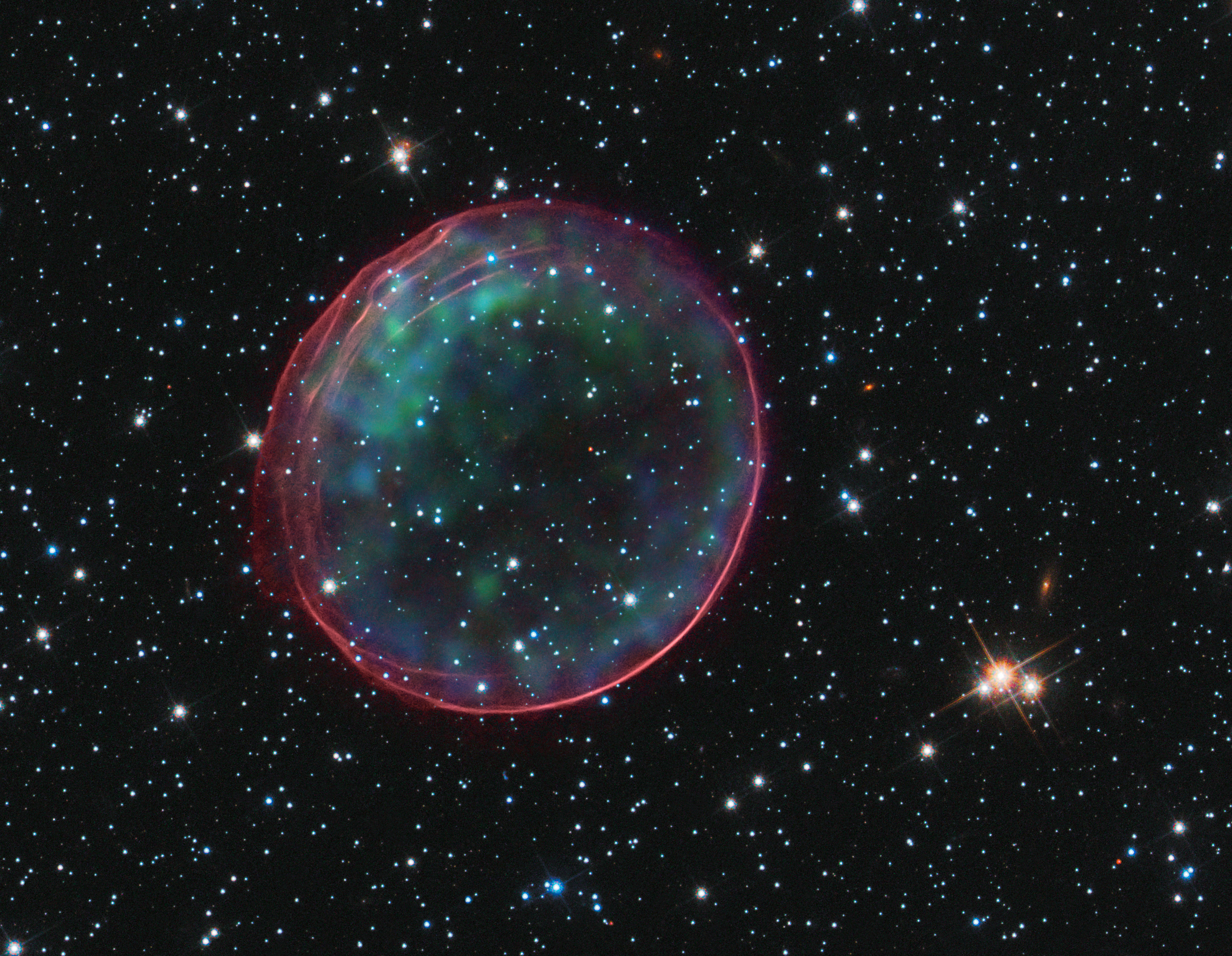
Kombination von Aufnahmen von HST und Chandra

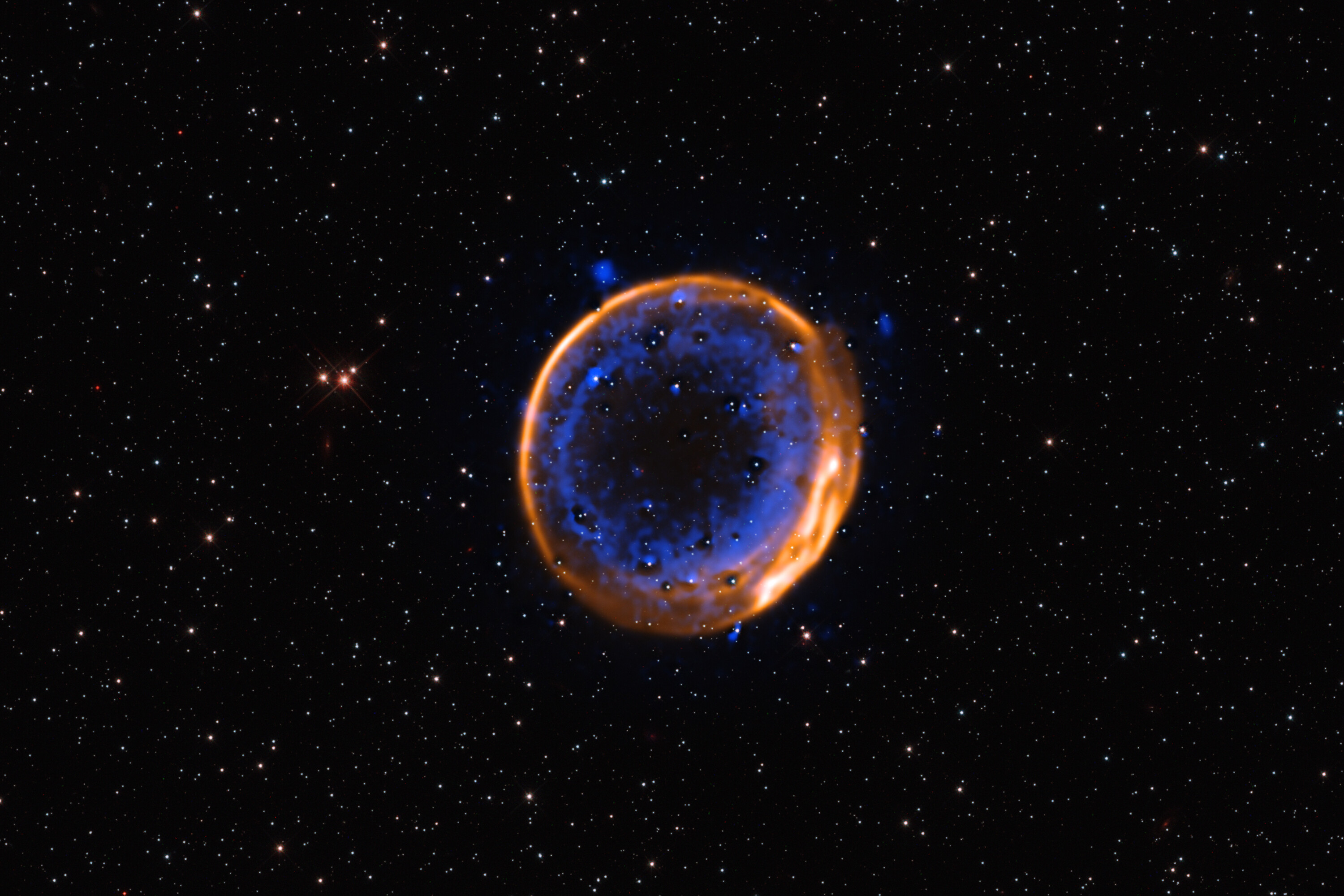
VLT-Aufnahme

SNR 0509-67.5 ist die Bezeichnung für den Überrest einer Supernova, die vor circa vierhundert Jahren in der Großen Magellanschen Wolke stattfand. Der explodierende Stern war vor der Supernova ein Weißer Zwerg, der von der Erde etwa 160.000 Lichtjahre entfernt war und mit ungewöhnlich starker Helligkeit explodierte. Berechnungen zu Ablauf, Dauer und Form der Supernova, die mit verschiedenen Methoden durchgeführt wurden, zeigten, dass die Theorien, die den Ablauf einer Supernova beschreiben, offensichtlich mit der Realität größtenteils übereinstimmen. Daher kommt dem Ablauf und Vorgang der Supernova, der nachträglich „vorausberechnet“ wurde, ein besonderer Stellenwert zu.